# Liste der Kulturgüter in Grolley-Ponthaux
Die Liste der Kulturgüter in Grolley enthält alle Objekte in der Gemeinde Grolley-Ponthaux im Kanton Freiburg, die gemäss der Haager Konvention zum Schutz von Kulturgut bei bewaffneten Konflikten, dem Bundesgesetz vom 20. Juni 2014 über den Schutz der Kulturgüter bei bewaffneten Konflikten sowie der Verordnung vom 29. Oktober 2014 über den Schutz der Kulturgüter bei bewaffneten Konflikten unter Schutz stehen.
Objekte der Kategorie A sind im Gemeindegebiet nicht ausgewiesen, Objekte der Kategorie B sind vollständig in der Liste enthalten, Objekte der Kategorie C fehlen zurzeit (Stand: 1. Januar 2025).

## Kulturgüter
| Foto |                                                                                           | Objekt | Kat. | Typ | Standort                                           | Beschreibung |
| ---- | ----------------------------------------------------------------------------------------- | --- | ---- | --- | -------------------------------------------------- | ------------ |
| BW   | Datei hochladen · Wikidata zu Herrenhaus von François-Jacques de Chollet (Q29695033)      | Herrenhaus von François-Jacques de Chollet / Manoir de François-Jacques de Chollet KGS-Nr.: 02190                | B    | G   | Grolley, Route du Château-Bois 1 572047 / 186982   |              |
| BW   | Datei hochladen · Wikidata zu Reparaturwerkstätten für den Fuhrpark der Armee (Q29695003) | Reparaturwerkstätten für den Armeefuhrpark / Ateliers du réparation du parc automobile de l’armée KGS-Nr.: 09971 | B    | G   | Grolley, Route du P.A.A. 179 570612 / 186773       |              |
| BW   | Datei hochladen · Wikidata zu Schloss von Nicolas Kern in Rosière (Q29695018)             | Landhaus von Nicolas Kern in Rosière / Château de Nicolas Kern à Rosière KGS-Nr.: 13200                          | B    | G   | Grolley, Chemin de la Rosière 1, 3 572940 / 186728 |              |
| BW   | Datei hochladen · Wikidata zu Malzsilo der Brauerei Beauregard (Q29695051)                | Malzsilo der Brauerei Beauregard / Silo à malt de la Brasserie Beauregard KGS-Nr.: 13201                         | B    | G   | Grolley, Route du P.A.A. 25 570935 / 186694        |              |